# Heinrich von Manteuffel (Generalleutnant)
Heinrich von Manteuffel (* 7. November 1696; † 10. Juli 1778 auf Gut Collatz) war königlich preußischer Generalleutnant. Er war Erbherr auf Schloss Polzin und Gut Collatz sowie auf Groß und Klein Poplow.

## Leben
Heinrich von Manteuffel war der Sohn von Ewald von Manteuffel (1645–1723) und Sophie von Kameke († 26. Juli 1699).

### Militärische Laufbahn
Im Jahre 1714 trat Manteuffel in den preußischen Kriegsdienst ein und wurde Junker im Infanterie-Regiment Nr. 24 (von Beville). 1715 wurde er Gefreitenkorporal, am 1. Juli 1716 Fähnrich, am 23. Februar 1720 Seconde-Lieutenant, 1721 Adjutant und am 7. Juni 1723 Premier-Lieutenant. Im Jahr 1734 wurde er Stabshauptmann (Stabskapitän). Anfang des Jahres 1735 erhielt er die Kompanie des verstorbenen Hauptmanns Christoph Friedrich von Jeetze. 1742 erhielt er als Major den Orden Pour le Merite. Schon 1744 wurde er Oberstleutnant und 1746 Oberst und Kommandeur des Regiments Nr. 24 (Alt-Schwerin). Als 1756 Generalmajor Adam Friedrich von Jeetze aus dem Armeedienst entlassen wurde, übernahm Manteuffel dessen Infanterie-Regiment Nr. 17 mit Generalmajorcharakter. 1758 wurde er Generalleutnant.

### Teilnahme an Feldzügen
Während des Pommernfeldzugs 1715/1716 nahm Manteuffel an der Belagerung von Stralsund und der Landung auf Rügen teil.
Zwischen 1740 und 1745 kämpfte Manteuffel im Ersten Schlesischen Krieg und im Zweiten Schlesischen Krieg. In der Schlacht bei Chotusitz am 17. Mai 1742 wurde er verwundet.

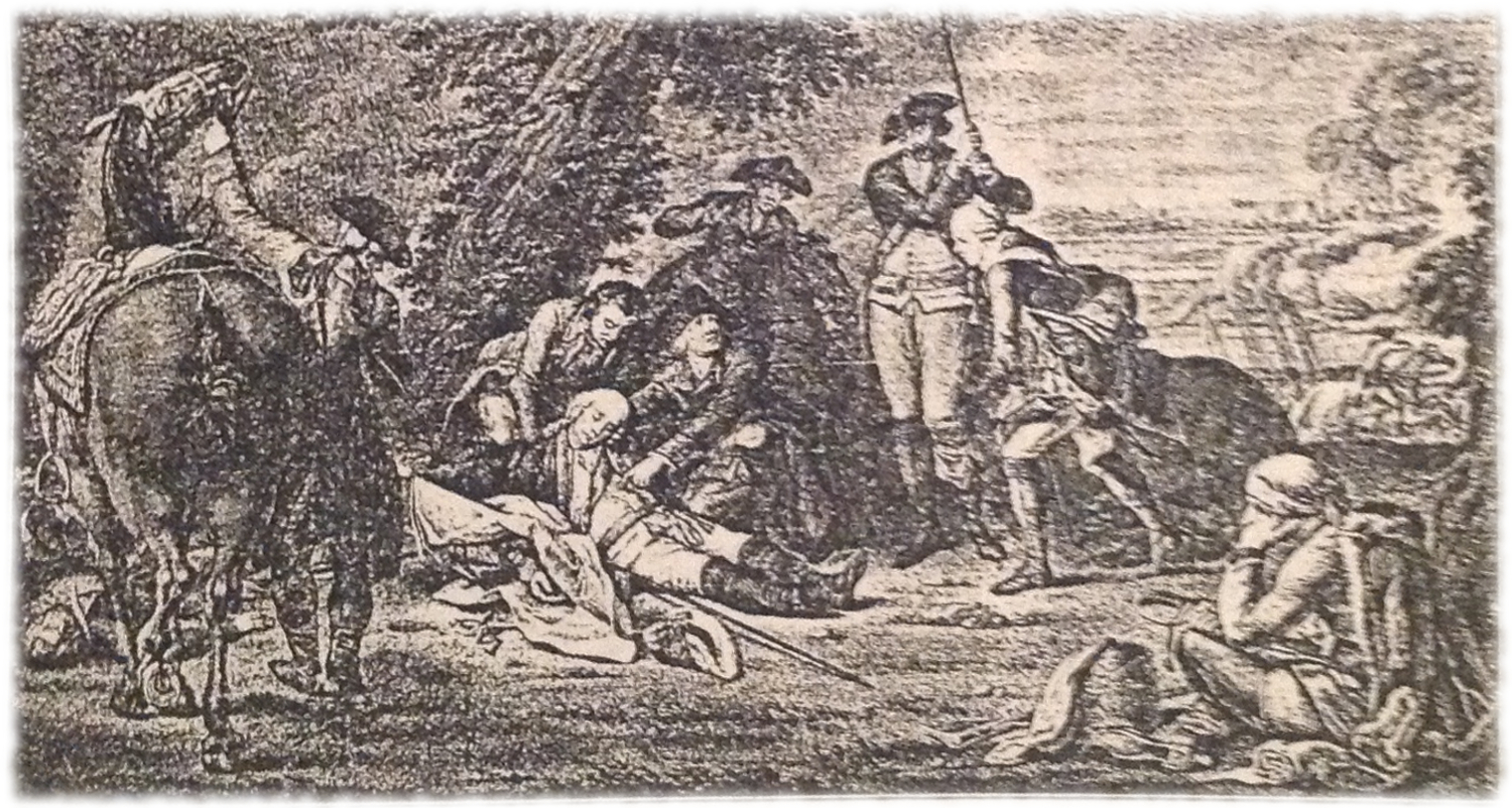
Historische Darstellung der Prager Schlacht mit Manteuffel und Schwerin

Im Siebenjährigen Krieg übernahm Manteuffel in der Schlacht bei Prag am 6. Mai 1757 das Kommando über eine Abteilung der preußischen Truppen, nachdem deren Befehlshaber, Generalfeldmarschall Feldmarschall Schwerin, gefallen war. In Anerkennung seiner Leistung in dieser Schlacht ernannte König Friedrich II. Manteuffel im September 1757 zum Oberkommandierenden der preußischen Truppen in Pommern. Ihm standen nur wenige Einheiten zur Verfügung. Doch da die schwedischen Truppen zunächst untätig blieben, konnte er die Stellung behaupten. Ende 1757 brachte Generalfeldmarschall Johann von Lehwaldt Verstärkung. Im Sommer 1759 gehörte Manteuffel mit seinen Truppen zum Korps von Generalleutnant Carl Heinrich von Wedel, das den russischen Vormarsch in der Neumark aufhalten sollte. In der Schlacht bei Kay am 23. Juli 1759 wurde er erneut verwundet.
Im Winter 1759/1760 erhielt Manteuffel Befehl, gegen die Schweden zu ziehen, die bis nach Greifswald vorgerückt waren. Trotz widriger Umstände gelang es ihm, sie aufzuhalten. Ende Januar 1760 konnten die Schweden kurzzeitig Anklam einnehmen. Bei dem Versuch, den Widerstand zu organisieren, wurde Manteuffel am 29. Januar 1760 in Anklam verwundet und gefangen genommen. Bis zum Waffenstillstand von Ribnitz am 7. April 1762 blieb er in schwedischem Gewahrsam.
Nach dem Krieg zog sich Heinrich von Manteuffel auf sein Gut Collatz zurück, wo er unverheiratet 1778 verstarb.

## Ehrungen
Im Februar 1759 verlieh der König Heinrich von Manteuffel den Schwarzen Adlerorden. 1851 wurde er auf einer Ehrentafel am Reiterstandbild Friedrichs des Großen verewigt.